# Basílica del Sagrado Corazón (Bruselas)
La Basílica del Sagrado Corazón o Basílica de Koekelberg (en francés: Basilique du Sacré-Coeur o Basilique de Koekelberg; en neerlandés: Basiliek van het Heilig Hart o Basiliek van Koekelberg) es una basílica menor y parroquia de culto católico ubicada en la comuna de Koekelberg, en Bruselas (Bélgica). La iglesia se consagró al Sagrado Corazón en homenaje a la basílica de París. El rey Leopoldo II colocó la primera piedra en 1905, durante las celebraciones del 75° aniversario de la independencia de Bélgica. Su construcción se detuvo durante las dos guerras mundiales, y se terminó en 1969. Perteneciente al Arzobispado Metropolitano de Malinas-Bruselas, es la sexta iglesia más grande del mundo.
La basílica está situada en el municipio bruselense de Koekelberg, sobre la colina del mismo nombre ubicada en el Parque Elisabeth. El enorme edificio de ladrillo y cemento cuenta con dos torres gemelas y una cúpula de cobre verde que alcanza los 89 m de altura, dominando el horizonte Este de Bruselas.

## Historia
A mediados del siglo XIX, el rey Leopoldo I deseaba convertir la zona deshabitada de Koekelberg en un área residencial real. Tras su muerte, en 1880, su sucesor Leopoldo II consideró la construcción de un Panteón belga dedicado a los grandes hombres del país para conmemorar el 50° aniversario de la independencia belga, pero abandonó la idea a causa de la falta de entusiasmo por parte de la población. En 1902, Leopoldo II visitó la basílica del Sagrado Corazón de París y decidió construir en su lugar una iglesia de peregrinaje, un santuario nacional dedicado al Sagrado Corazón de Jesús.

### Basílica neogótica (1905–1914)

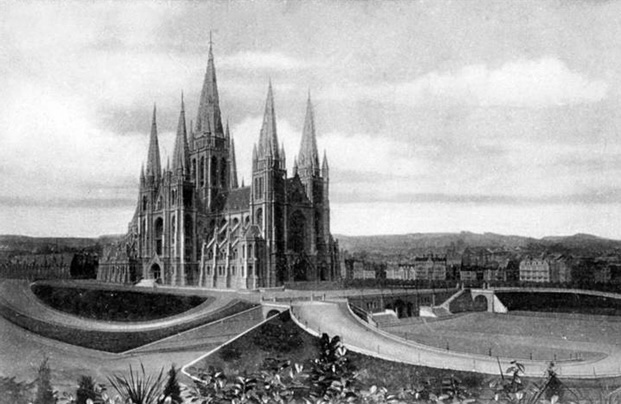
Proyecto neogótico de la basílica realizado por Pierre Langerock (1905)

El proyecto original del arquitecto de Lovaina Pierre Langerock era una suntuosa iglesia neogótica inspirada en la «catedral ideal» de Eugène Viollet-le-Duc. El rey Leopoldo II colocó la primera piedra el 12 de octubre de 1905 durante las celebraciones del 75° aniversario de la independencia belga. La financiación de la iglesia se convirtió rápidamente en un problema. La Primera Guerra Mundial estalló cuando solo se habían colocado los cimientos. En su carta pastoral de Navidad de 1914, el cardenal Mercier dio un nuevo significado a la basílica:

Tan pronto como la Paz luzca sobre nuestro país, reconstruiremos nuestras ruinas, y esperamos coronar esta obra de reconstrucción elevando sobre las alturas de la capital de la Bélgica libre y católica, la Basílica Nacional del Sagrado Corazón.
Aussitôt que la Paix luira sur notre pays, nous relèverons nos ruines, et nous espérons bien mettre le couronnement à cette œuvre de reconstruction en élevant sur les hauteurs de la capitale de la Belgique libre et catholique, la Basilique Nationale du Sacré-Cœur.
cardenal Mercier  (1914)

### Basílica art déco (1919–1969)
El 29 de junio de 1919, el rey Alberto I y una considerable multitud se comprometieron con los deseos del cardenal en la colina de Koekelberg. Ya que dado el estado de las finanzas públicas era imposible seguir con los planes de Langerock, se adoptó el proyecto del arquitecto Albert Van Huffel.
El cardenal Jozef-Ernest van Roey consagró la iglesia inacabada el 14 de octubre de 1935, tras obtener una autorización especial del papa Pío XI.
La cúpula se terminó en 1969, y el 11 de noviembre de 1970, la ceremonia del 25° aniversario del episcopado del cardenal Leo Jozef Suenens, arzobispo de Malinas, marcó el final de la construcción de la basílica.
El diseño final del arquitecto Albert Van Huffel ganó el Gran Premio de Arquitectura en la Exposición de Artes Decorativas de 1925 celebrada en París.

## El edificio
La iglesia, situada sobre la colina de Koekelberg, es un punto singular en el paisaje de Bruselas. Es el mayor edificio de estilo art déco del mundo, con 89 m de alto y 167 de largo. Desde la plataforma de la cúpula se disfruta una excelente vista panorámica de la ciudad de Bruselas y de la provincia del Brabante Flamenco. La nave central mide 141 m de largo, y en su zona más ancha, el edificio tiene una dimensión de 107 m. La cúpula tiene un diámetro de 33 m. El aforo de la iglesia es de 3500 personas.

## Uso
Este enorme edificio alberga celebraciones de la iglesia católica en los dos principales idiomas de Bélgica, francés y neerlandés, así como conferencias, exhibiciones, un restaurante, una emisora de radio católica, un teatro y dos museos.

## Galería de imágenes

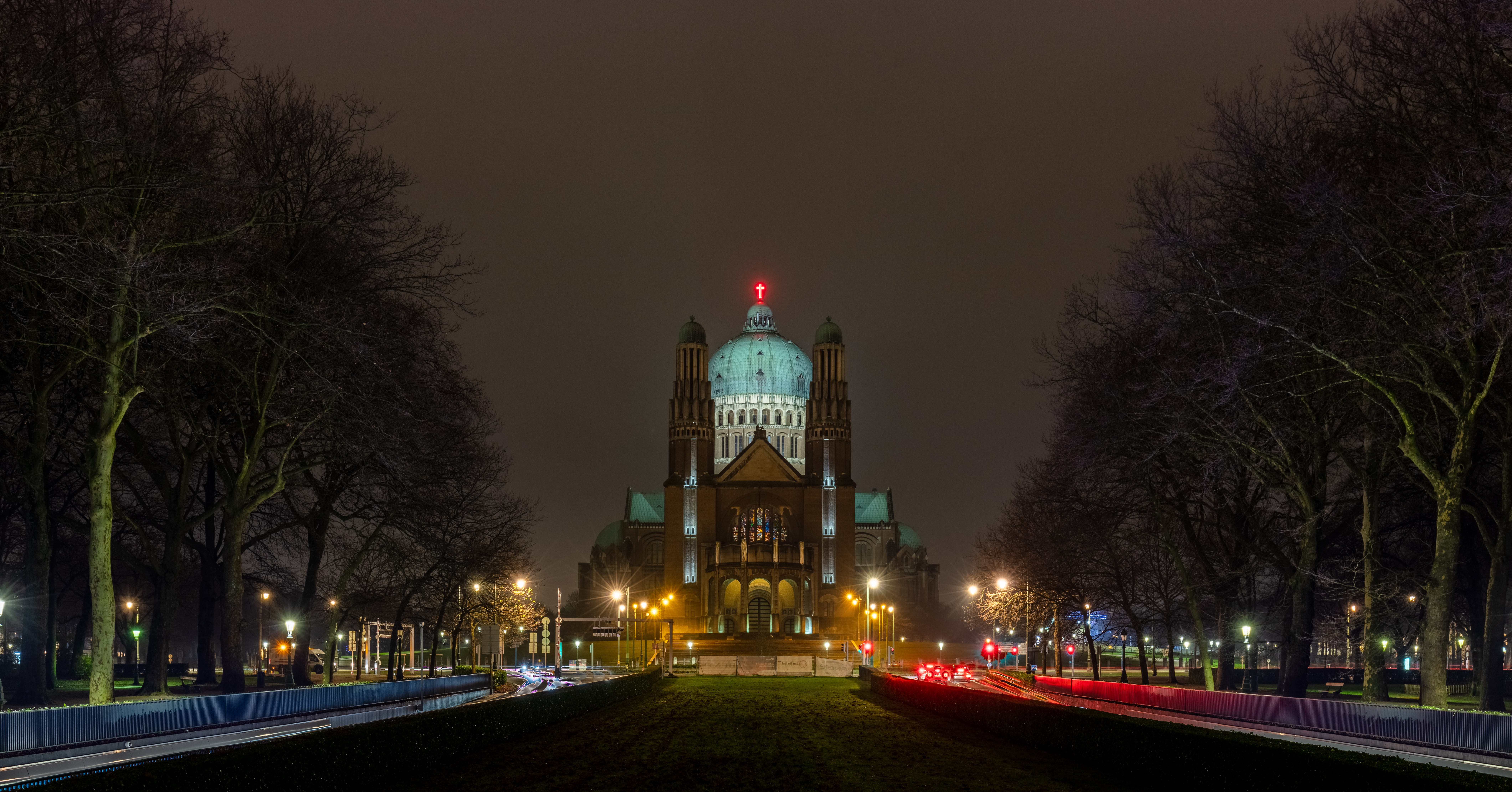
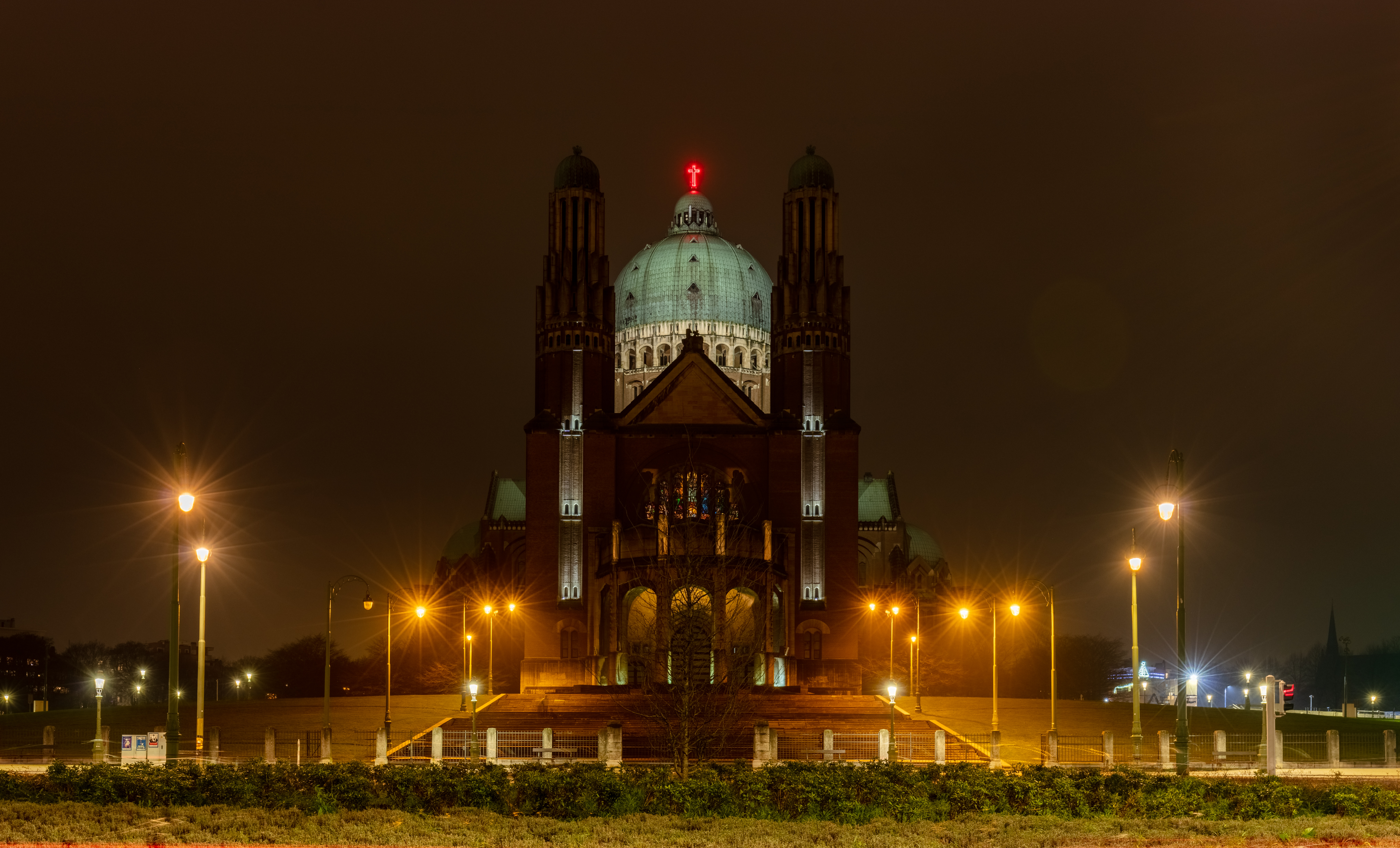
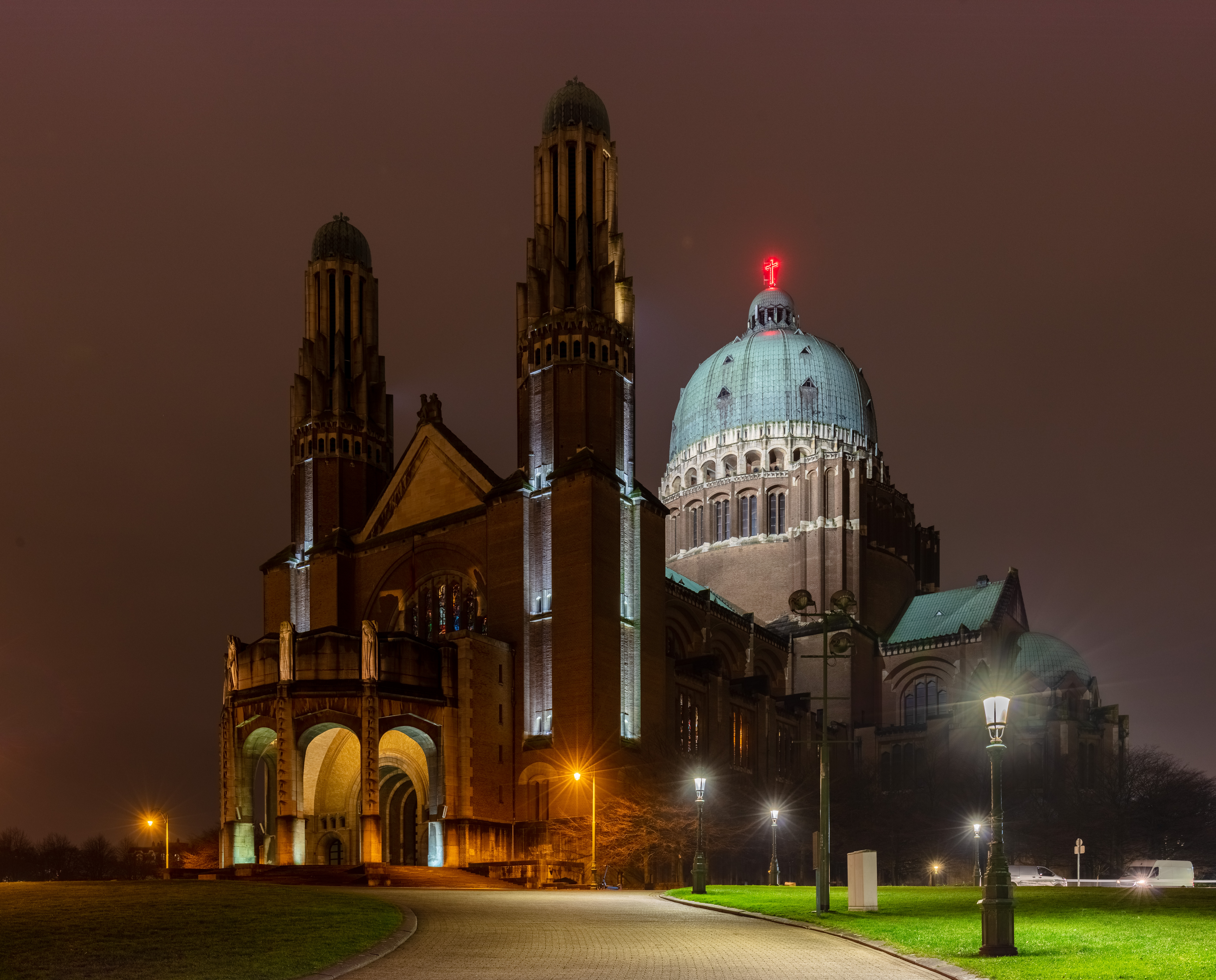
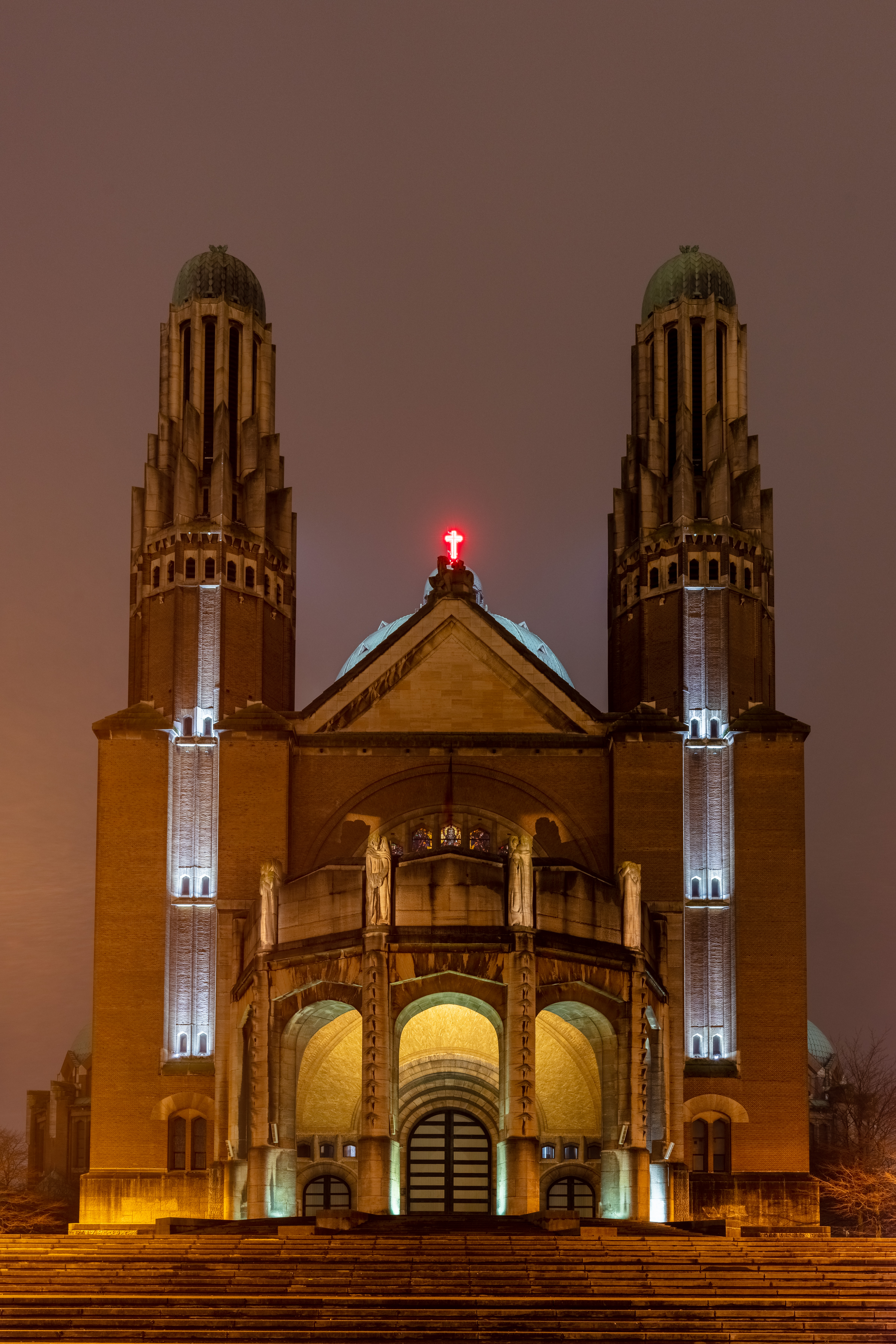
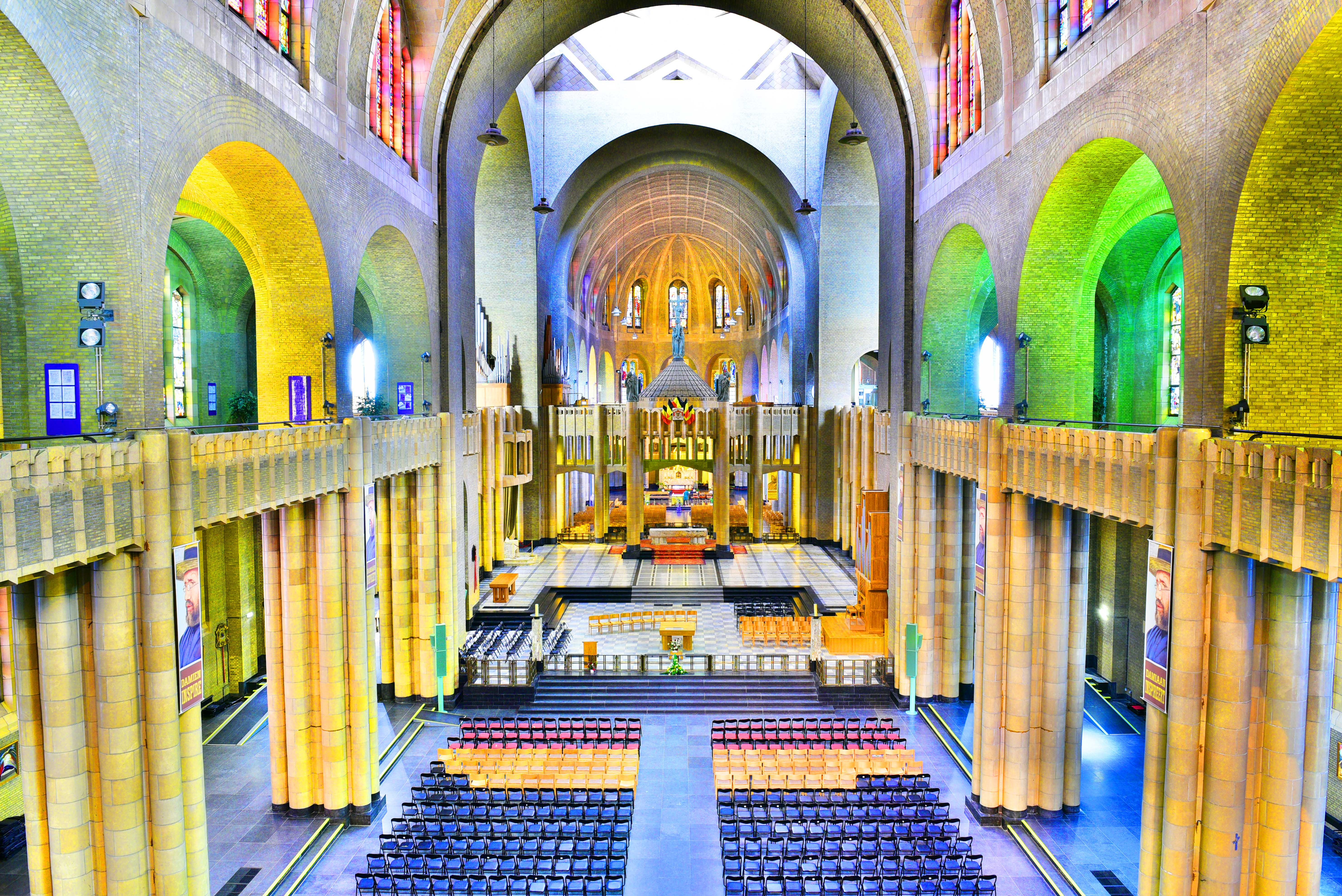
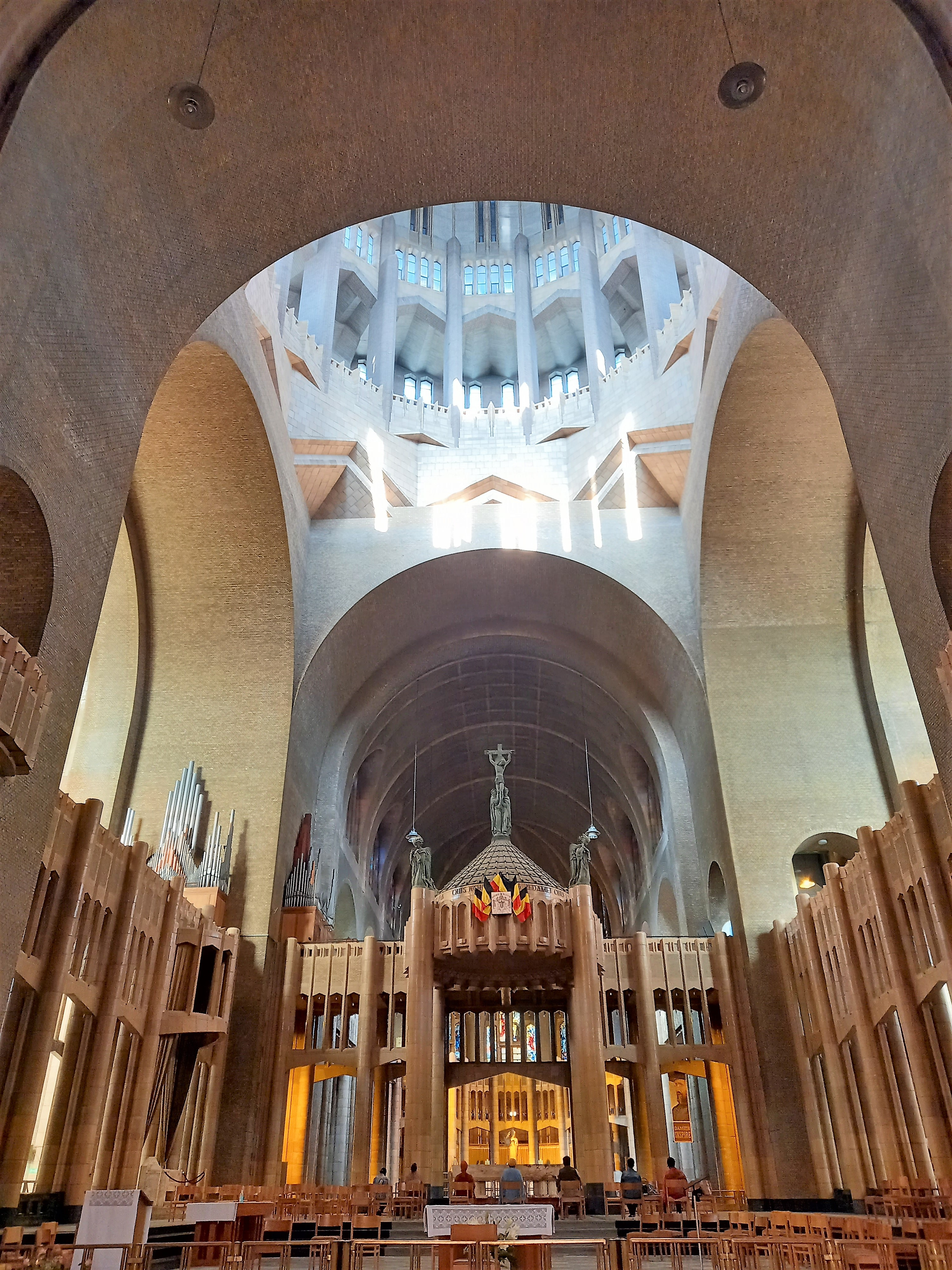